# Toys in the Attic (album)
| Recensione                        | Giudizio     |
| --------------------------------- | ------------ |
| AllMusic                          | [ 3 ]        |
| Robert Christgau                  | B+           |
| The New Rolling Stone Album Guide | [ 5 ]        |
| Sputnikmusic                      | 4.5 (Superb) |
| Piero Scaruffi                    | [ 7 ]        |
| Ondarock                          | [ 8 ]        |
| Dizionario del Pop-Rock           | [ 9 ]        |
| 24.000 dischi                     | [ 10 ]       |

Toys in the Attic è il terzo album degli Aerosmith, uscito l'8 aprile 1975 per l'Etichetta Columbia Records. La frase del titolo, letteralmente "giocattoli in soffitta", è un'espressione idiomatica della lingua inglese per indicare la pazzia.
Secondo la rivista statunitense Rolling Stone, nel 2003 l'album è entrato nella lista dei 500 album più belli di tutti i tempi, inserendosi al 229 posto.

## Tracce

### LP
Lato A
1. Toys in the Attic – 3:05 (Steven Tyler, Joe Perry)
2. Uncle Salty – 4:08 (Steven Tyler, Tom Hamilton)
3. Adam's Apple – 4:34 (Steven Tyler)
4. Walk This Way – 3:39 (Steven Tyler, Joe Perry)
5. Big ten Inch Record – 2:10 (Fred Weismantel)

Lato B
1. Sweet Emotion – 4:34 (Steven Tyler, Tom Hamilton)
2. No More No More – 4:35 (Steven Tyler, Joe Perry)
3. Round and Round – 5:02 (Steven Tyler, Brad Whitford)
4. You See Me Crying – 5:12 (Steven Tyler, Darren Solomon)

## Classifiche
| Classifica (1976)     | Posizione |
| --------------------- | --------- |
| US Billboard 200      | 11        |
| Canada RPM 100 Albums | 7         |

## Formazione
Gruppo
- Steven Tyler - voce solista, tastiere, armonica, percussioni
- Joe Perry - chitarra solista, chitarra ritmica, chitarra acustica, chitarra slide, accompagnamento vocale-cori, percussioni
- Brad Whitford - chitarra ritmica
- Brad Whitford - chitarra solista (brani: Round and Round e You See Me Crying)
- Tom Hamilton - basso elettrico
- Tom Hamilton - chitarra ritmica (brano: Uncle Salty)
- Joey Kramer - batteria, percussioni

Altri musicisti
- Scott Cushnie - piano (brani: Big Ten Inch Record e No More No More)
- Jay Messina - marimba (brano: Sweet Emotions)
- Michael Mainieri - arrangiamento e conduttore orchestra

Note aggiuntive
- Jack Douglas - produttore (per la Waterfront Productions Limited and Contemporary Communications Corp.)
- Registrazioni effettuate al The Record Plant di New York City, New York (Stati Uniti)
- Jay Messina - ingegnere delle registrazioni
- Rod O'Brien, Corky Stasiak e Dave Thoener - assistenti ingegnere delle registrazioni
- Mastering effettuato da Doug Sax al The Mastering Lab di Los Angeles, California (Stati Uniti)
- Pacific Eye & Ear - design album
- Ingrid Haenke - illustrazione copertina album originale
- Bob Belott - fotografia[15]